# Cypress (California)
Cypress è un centro abitato (City) degli Stati Uniti d'America, situato nella contea di Orange dello Stato della California. Originariamente denominata "Waterville" a causa delle falde artesiane presenti; nel 1956 la città è stata incorporata col nome "Diary City" e nel 1957 i residenti hanno votato per un cambio di nome, da "Diary City" all'attuale "Cypress". Dal 1981 si tiene la celebrazione annuale dell'anniversario della città, un evento considerato il più rilevante di tutta la Contea di Orange.